# Всеобщие выборы в Венесуэле (1978)
Всеобщие выборы 1978 года в Венесуэле — президентские и парламентские выборы, состоявшиеся 3 декабря 1978 года. Президентские выборы во второй раз выиграл кандидат социал-христианской партии КОПЕЙ, сенатор от штата Лара Луис Эррера Кампинс, который получил 46,64 % голосов. На выборах в Палату депутатов КОПЕЙ получила больше голосов, чем Демократическое действие, но всё же социал-демократы опередили своих соперников по числу мандатов. А вот на выборах в Сенат обе партии завоевали одинаковое количество мест. Явка избирателей составила 87,6%.
Эррера Кампинс вступил в должность 12 марта 1979 года, сменив представителя Демократического действия, тем самым в Венесуэле в третий раз подряд демократическим путём сменилась правящая партия.

## Кампания
После президентских выборов 1973 года стало очевидно, что для победы необходима эффективная общенациональная политическая машина. новая предвыборная кампания в очередной раз продемонстрировала, что в Венесуэле сложилась двухпартийная система, при которой только две партии имеют реальные шансы выиграть выборы. 
Даже в этих условиях левые партии, де-факто третья политическая сила в стране, вновь не смогли договориться о выдвижении единого кандидата. В результате левые пошли на выборы по отдельности, выдвинув 4 кандидатов. Итогом стало их очередное поражение.
Победе КОПЕЙ на президентских выборах способствовало единство, продемонстрированное лидерами партии, сплотившимися вокруг своего кандидата, в то время как в Демократическом действии расгорелась ожесточённая борьба  между внутрипартийными группировками за право выдвинуть в президенты своего кандидата.
Во время избирательной кампании в широком масштабе использовались политические консультанты из США, которые в основном уделяли внимание формированию благоприятного имиджа кандидатов, а не содержательной части их программ.
В ставшую уже привычной для Венесуэлы борьбу двух партий за пост президента мог вмешаться харизматичный телеведущий и публицист Ренни Оттолина, в 1977 году решивший принять участие в президентских выборах и основавший для этого Движение национальной целостности (исп. Movimiento de Integridad Nacional, MIN). Оттолина позиционировал себя как сторонник идеалов отца-основателя Венесуэлы Симона Боливара и был известен как главный критик действующего президента Андреса Переса. Он критиковал сложившуюся в стране к тому времени двухпартийную систему, считая её недостаточно демократичной, выступал в защиту идеалов представительной демократии, за равные возможности для граждан участвовать в управлении страной и департизацию правительства, против меритократии. Лозунги Оттолины о формировании великой нации, усилении социальной функции капитализма, восстановления венесуэльских нравственных ценностей и равенстве граждан перед законом, пользовались популярностью среди избирателей. Многие политики и эксперты рассматривали Ренни в качестве человека, способного покончить с гегемонией ДД и КОПЕЙ. Вокруг кандидатуры Оттолины сложилась коалиция, включавшая Демократический республиканский союз, Народную демократическую силу и партию «Национальное мнение». Но 16 марта 1978 года Оттолина погиб в авиакатастрофе. После этого партии, которые поддерживали его, решили поддержать кандидатуру Эррера Кампинса, в то время как Движение национальной целостности отказалось от участия в президентских выборах.

## Президентские выборы
Кандидаты в президенты Венесуэлы:
- Луис Эррера Кампинс (КОПЕЙ) — юрист и профессиональный политик, много лет представлявший штат Лара в Национальном конгрессе, глава парламентской фракции Социал-христианской партии, генеральный секретари Христианско-демократической организации Латинской Америки. Имел полную поддержку партии и её учредителя и лидера Рафаэля Кальдеры. Использовал в качестве лозунга вопрос «А где настоящее?», сменив его позднее на слоган «Луис Эррера управляет этим». Поддержан Демократическим республиканским союзом, Народной демократической силой и партией «Национальное мнение».
- Луис Пинейра Ордас (Демократическое действие) — профессиональный политик. Губернатор штата Монагас, министр внутренних дел при президенте Андресе Пересе. Выдвинут Ромуло Бетанкуром, несмотря на сопротивление части руководителей партии и президента Карлоса Андреса Переса, которые поддерживали Хайме Лусинчи. Лозунг предвыборной кампании — «Правильно».
- Хосе Висенте Ранхель (Движение к социализму) — политик, адвокат и журналист, в прошлом депутат конгресса от ДРС. Номинирован второй раз от партии бывших партизан, отказавшихся от вооружённой борьбы против правительства в 1971 году. Поддержан Унитарным коммунистическим авангардом.
- Луис Бельтран Прието Фигероа (Народное избирательное движение) — политолог, социолог, профессор и политик. Член Революционного правительства 1945—1948 годов, президент венесуэльского Сената и партии ДД в 1962—1966 годах, позднее вышел из партии и создал свою организацию. Баллотировался в президенты во второй раз.
- Америко Мартин Грегорио (Революционное левое движение) — юрист, политик и писатель, ранее член леворадикального крыла ДД, позднее участник партизанского движения.
- Эктор Мухика (Коммунистическая партия Венесуэлы) — интеллектуал, писатель, журналист и профессор, исследователь социальных коммуникаций.
- Диего Арриа (независимый кандидат при поддержке партии «Общее дело») — экономист, политик, писатель и дипломат. Директор Межамериканского банка развития, глава Национальной корпорации по туризму при президенте Кальдере, губернатор Федерального округа и министр информации и туризма при президенте Андресе Пересе. Поддержан Рабочим движением. Несмотря на значительные финансовые вложения в свою избирательную кампанию и активное использование политических консультантов из США смог получить лишь 1,69 % голосов.
- Леонардо Монтьель Ортега (Движение национального обновления).
- Алехандро Гомес (Националистический фронт единства).
- Пабло Салас Кастильо (Националистический гражданский крестовый поход).

### Результаты
| \| \| \| | 46,64 % |
|          |         |

|  |  |

| \| \| \| | 43,31 % |
|          |         |

|  |  |

| \| \| \| | 5,18 % |
|          |        |

|  |  |

| \| \| \| | 1,69 % |
|          |        |

|  |  |

| \| \| \| | 1,12 % |
|          |        |

|  |  |

| \| \| \| | 0,98 % |
|          |        |

|  |  |

| \| \| \| | 0,55 % |
|          |        |

|  |  |

| \| \| \| | 0,26 % |
|          |        |

|  |  |

| \| \| \| | 0,15 % |
|          |        |

|  |  |

| \| \| \| | 0,11 % |
|          |        |

|  |  |

1. ↑  Количество действительных бюллетеней
2. ↑  Учтены как действительные, так и недействительные и пустые бюллетени

## Выборы в Национальный конгресс
| Партия                                         | Оригинальное название                                   | Голоса    | %     | Депутатские места | Депутатские места | Депутатские места | Депутатские места |
| Партия                                         | Оригинальное название                                   | Голоса    | %     | Палата депутатов  | +/-               | Сенат             | +/-               |
| ---------------------------------------------- | ------------------------------------------------------- | --------- | ----- | ----------------- | ----------------- | ----------------- | ----------------- |
| Социал-христианская партия КОПЕЙ               | исп. COPEI                                              | 2 103 004 | 39,81 | 84                | ▲20               | 21                | ▲8                |
| Демократическое действие                       | исп. Acción Democrática, AD                             | 2 096 512 | 39,69 | 88                | ▼14               | 21                | ▼7                |
| Движение к социализму                          | исп. Movimiento al Socialismo, MAS                      | 325 328   | 6,16  | 11                | ▲2                | 2                 | ▬                 |
| Революционное левое движение                   | исп. Movimiento de Izquierda Revolucionaria, MIR        | 123 915   | 2,35  | 4                 | ▲3                | 0                 | ▬                 |
| Народное избирательное движение                | исп. Movimiento Electoral del Pueblo, MEP               | 117 455   | 2,22  | 4                 | ▼4                | 0                 | ▼2                |
| Демократический республиканский союз           | исп. Unión Republicana Democrática, URD                 | 88 807    | 1,68  | 3                 | ▼2                | 0                 | ▼1                |
| «Общее дело»                                   | исп. Causa Común, CC                                    | 85 432    | 1,62  | 1                 | Первый раз        | 0                 | Первый раз        |
| Движение национальной целостности              | исп. Movimiento de Integridad Nacional, MIN             | 83 700    | 1,58  | 1                 | Первый раз        | 0                 | Первый раз        |
| Коммунистическая партия Венесуэлы              | исп. Partido Comunista de Venezuela, PCV                | 55 168    | 1,04  | 1                 | ▼1                | 0                 | ▬                 |
| Унитарный коммунистический авангард            | исп. Vanguardia Unitaria Comunista, VUC                 | 46 547    | 0,88  | 1                 | Первый раз        | 0                 | Первый раз        |
| Социалистическая лига                          | исп. Liga Socialista, LS                                | 30 191    | 0,57  | 1                 | Первый раз        | 0                 | Первый раз        |
| Движение национального обновления              | исп. Movimiento de Renovación Nacional, MRN             | 26 235    | 0,50  | 0                 | Первый раз        | 0                 | Первый раз        |
| Рабочее движение                               | исп. Movimiento Obrero, MO                              | 22 966    | 0,44  | 0                 | Первый раз        | 0                 | Первый раз        |
| Народная демократическая сила                  | исп. Fuerza Democrática Popular, FDP                    | 13 697    | 0,26  | 0                 | ▬                 | 0                 | ▬                 |
| Националистический фронт единства              | исп. Frente de Unidad Nacionalista, FUN                 | 12 986    | 0,25  | 0                 | ▬                 | 0                 | ▬                 |
| Радикальное дело                               | исп. La Causa Radical, LCR                              | 12 573    | 0,24  | 0                 | Первый раз        | 0                 | Первый раз        |
| Националистический гражданский крестовый поход | исп. Cruzada Cívica Nacionalista, CCN                   | 10 906    | 0,21  | 0                 | ▼7                | 0                 | ▼1                |
| Группа революционного действия                 | исп. Grupo de Acción Revolucionaria, GAR                | 9 034     | 0,17  | 0                 | Первый раз        | 0                 | Первый раз        |
| «Национальное мнение»                          | исп. Opinión Nacional, OPINA                            | 7 961     | 0,15  | 1                 | ▼1                | 0                 | ▬                 |
| Независимые за общественное развитие           | исп. Independientes para el Desarrollo Comunitario, IDC | 6 719     | 0,13  | 0                 | Первый раз        | 0                 | Первый раз        |
| Другие партии                                  | Другие партии                                           | 3 753     | 0,07  | 0                 | —                 | 0                 | —                 |
| Недействительные/пустые бюллетени              | Недействительные/пустые бюллетени                       | 166 901   |       | —                 | —                 | —                 | —                 |
| Всего                                          | Всего                                                   | 5 282 889 | 100   | 199               | ▼1                | 44                | ▼3                |
| Зарегистрировано избирателей/Явка              | Зарегистрировано избирателей/Явка                       | 6 223 644 | 87,57 |                   |                   |                   |                   |
| Источник: D. Nohlen                            |                                                         |           |       |                   |                   |                   |                   |

1. ↑  Количество действительных бюллетеней
2. ↑  Учтены как действительные, так и недействительные и пустые бюллетени

| Народное голосование (%) | Народное голосование (%) | Народное голосование (%) | Народное голосование (%) | Народное голосование (%) |
| ------------------------ | ------------------------ | ------------------------ | ------------------------ | ------------------------ |
| COPEI                    |                          |                          | 39.81 %                  |                          |
| AD                       |                          |                          | 39.68 %                  |                          |
| MAS                      |                          |                          | 6.16 %                   |                          |
| MIR                      |                          |                          | 2.35 %                   |                          |
| MEP                      |                          |                          | 2.22 %                   |                          |
| URD                      |                          |                          | 1.68 %                   |                          |
| CC                       |                          |                          | 1.62 %                   |                          |
| MIN                      |                          |                          | 1.58 %                   |                          |
| Другие                   |                          |                          | 4.90 %                   |                          |

| Распределение мест в Палате депутатов (%) | Распределение мест в Палате депутатов (%) | Распределение мест в Палате депутатов (%) | Распределение мест в Палате депутатов (%) | Распределение мест в Палате депутатов (%) |
| ----------------------------------------- | ----------------------------------------- | ----------------------------------------- | ----------------------------------------- | ----------------------------------------- |
| AD                                        |                                           |                                           | 44.22 %                                   |                                           |
| COPEI                                     |                                           |                                           | 42.21 %                                   |                                           |
| MAS                                       |                                           |                                           | 5.53 %                                    |                                           |
| MIR                                       |                                           |                                           | 2.01 %                                    |                                           |
| MEP                                       |                                           |                                           | 2.01 %                                    |                                           |
| Другие                                    |                                           |                                           | 4.02 %                                    |                                           |

| Распределение мест в Сенате (%) | Распределение мест в Сенате (%) | Распределение мест в Сенате (%) | Распределение мест в Сенате (%) | Распределение мест в Сенате (%) |
| ------------------------------- | ------------------------------- | ------------------------------- | ------------------------------- | ------------------------------- |
| AD                              |                                 |                                 | 47.73 %                         |                                 |
| COPEI                           |                                 |                                 | 47.73 %                         |                                 |
| MAS                             |                                 |                                 | 4.54 %                          |                                 |

## Значение
Политическая поляризация и консолидация в Венесуэле достигли своего пика, вновь показав что в стране сложилась двухпартийная система, при которой только две партии имеют реальные шансы выиграть выборы. Социал-демократы и христианские социалисты почти полностью заняли венесуэльскую политическую сцену, вытеснив другие партии, чьи кандидаты получили все вместе всего лишь чуть больше 10 % голосов, на обочину политического процесса. Сильная двухпартийность была характерна для всех выборов в период с 1973 по 1993 годы.
Внутренняя борьба в Демократическом действии за выдвижение в президенты своего кандидата во многом помогла КОПЕЙ выиграть президентские выборы. Следствием этого поражения стало дальнейшее ослабление внутреннего единства социал-демократов и усиление антагонизма между внутрипартийными группировками, которые так и не смогли преодолеть свои разногласия.